# Araǰin Xowmb 2003
L'Araǰin Xowmb 2003 è stata la 13ª edizione della seconda serie del campionato armeno di calcio.

## Stagione

### Novità
Al termine della passata stagione l'Armavir è stato promosso in Bardsragujn chumb, dalla quale è retrocesso il Lori. In seguito allo scioglimento dell'Armavir, l'Araks Ararat è stato ripescato al suo posto.
I seguenti club si sono iscritti al campionato: Vagharshapat, Dinamo Erevan e Yerazank.
Lernayin Artsakh 2, P'yownik 3, Arpa, Spartak Erevan 2, Vanadzor, Dinamo Eghvard, FIMA Erevan non hanno preso parte al campionato.

### Formula
Le dodici squadre si affrontano due volte, per un totale di ventidue giornate. La prima classificata, viene promossa in Bardsragujn chumb.

## Classifica
|  | Pos. | Squadra          | Pt | G  | V  | N | P  | GF | GS  | DR  |
|  | ---- | ---------------- | -- | -- | -- | - | -- | -- | --- | --- |
|  | 1.   | Kilikia          | 60 | 22 | 20 | 0 | 2  | 88 | 14  | +74 |
|  | 2.   | Vagharshapat     | 50 | 22 | 16 | 2 | 4  | 61 | 24  | +37 |
|  | 3.   | P'yownik 2       | 47 | 22 | 15 | 3 | 4  | 74 | 27  | +47 |
|  | 4.   | Lokomotiv Erevan | 39 | 22 | 12 | 3 | 7  | 46 | 33  | +13 |
|  | 5.   | Spartak Erevan   | 36 | 22 | 11 | 3 | 8  | 34 | 31  | +3  |
|  | 6.   | Kotayk'          | 35 | 22 | 10 | 5 | 7  | 31 | 20  | +11 |
|  | 7.   | Mika Erevan 2    | 31 | 22 | 9  | 4 | 9  | 43 | 27  | +16 |
|  | 8.   | Dinamo Erevan    | 31 | 22 | 9  | 4 | 9  | 29 | 44  | -15 |
|  | 9.   | Širak 2          | 24 | 22 | 7  | 3 | 12 | 24 | 41  | -17 |
|  | 10.  | Lori             | 15 | 22 | 5  | 0 | 17 | 36 | 74  | -38 |
|  | 11.  | Nork Marash      | 12 | 22 | 3  | 3 | 16 | 23 | 64  | -41 |
|  | 12.  | Yerazank         | 0  | 22 | 0  | 0 | 22 | 13 | 103 | -90 |

Legenda:
      Promossa in Bardsragujn chumb 2004
      Esclusa a campionato in corso.
Note:
Tre punti a vittoria, uno a pareggio, zero a sconfitta.